# Kieran Trippier
Kieran John Trippier (Bury, Inglaterra, 19 de septiembre de 1990) es un futbolista británico que juega como defensa en el Newcastle United F. C. de la Premier League de Inglaterra.
Es un especialista en lanzamientos de falta directa, siendo comparado incluso con su ídolo David Beckham.

## Trayectoria

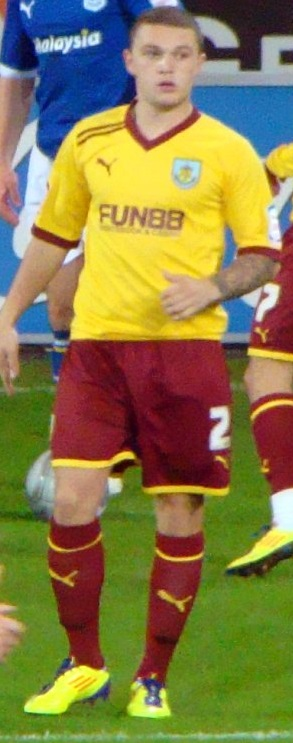
Kieran Trippier en 2011.

Inició su carrera en las categorías inferiores del Manchester City desde los nueve años, pero nunca pudo debutar en el primer equipo profesionalmente en partido oficial. Por el contrario, sí disputó algún amistoso con el club citizen como el que le enfrentó al F. C. Barcelona en el Trofeo Joan Gamper en agosto de 2009.
En febrero de 2010 se unió a préstamo por un mes al Barnsley F. C. de la Football League Championship. Se unió nuevamente a este club en agosto de 2010 por un préstamo de seis meses, que luego fue extendido hasta el final de la temporada. En julio de 2011, firmó un préstamo de una temporada con el Burnley F. C. de la Championship, equipo que lo contrató permanentemente en enero de 2012 por tres años y medio. Fue nombrado en el PFA Equipo del Año de la Championship por dos temporadas consecutivas, en 2012-2013 y 2013-2014. En 2014 aseguró su promoción con el Burnley a la Premier League, después de quedar subcampeones en la Championship. En su primera temporada completa en la Premier League, fue titular en las 38 jornadas, aunque el equipo acabó descendiendo. 
En junio de 2015 fichó por el Tottenham Hotspur F. C. por 3,5 millones de euros. El 6 de febrero de 2016 marcó su primer gol en Premier League en una victoria por 1 a 0 ante el Watford. Con la marcha de Kyle Walker en 2017, el lateral de Bury se consolidó como un titular habitual en el equipo dirigido por Pochettino.
El 17 de julio de 2019 el Atlético de Madrid hizo oficial su fichaje para las siguientes tres temporadas. Hizo su debut el 24 de julio en un amistoso ante el Club Deportivo Guadalajara que el conjunto rojiblanco se llevó en los penaltis.
En diciembre de 2020 la Federación Inglesa de Fútbol decidió sancionarlo por sospechar que había participado en algunas apuestas relacionadas con su traspaso al Atlético de Madrid en 2019. El Atlético de Madrid había presentado una objeción a esta sanción, que fue rechazada, por lo que la FIFA confirmó su sanción de 10 semanas sin poder jugar.[cita requerida]
El 7 de enero de 2022 el Newcastle United F. C. confirmó su fichaje firmando un contrato de dos años y medio.
El 16 de marzo de 2025 fue uno de los integrantes en la victoria 1-2 al Liverpool F. C. en la final de la Copa de la Liga que sirvió para alzar el trofeo y ganar el primer título en 70 años de la historia de la entidad.

## Selección nacional
Trippier representó a la selección de Inglaterra desde la sub-18 hasta la sub-21, entre 2007 y 2011.
El 13 de junio de 2017 debutó con la selección inglesa en un amistoso ante Francia. Disputó con la selección de Inglaterra el Mundial de Rusia 2018, en el que los ingleses alcanzaron las semifinales. Marcó un gol de tiro libre en la semifinal frente a Croacia, pero no fue suficiente para alcanzar la final. Cuatro años después volvió a ser citado para una nueva Copa Mundial de Fútbol que se disputaba en Catar.
El 29 de agosto de 2024 anunció su retirada como internacional después de haber jugado un total de 54 partidos en siete años.

### Participaciones en Copas del Mundo
| Mundial           | Sede  | Resultado        | Partidos | Goles |
| ----------------- | ----- | ---------------- | -------- | ----- |
| Copa Mundial 2018 | Rusia | Cuarto lugar     | 6        | 1     |
| Copa Mundial 2022 | Catar | Cuartos de final | 3        | 0     |

### Participaciones en Eurocopas
| Eurocopa      | Sede     | Resultado  | Partidos | Goles |
| ------------- | -------- | ---------- | -------- | ----- |
| Eurocopa 2020 | Europa   | Subcampeón | 5        | 0     |
| Eurocopa 2024 | Alemania | Subcampeón | 6        | 0     |

## Estadísticas

### Clubes
Actualizado al último partido disputado el 16 de agosto de 2025.
| Club                               | Div.          | Temporada     | Liga  | Liga  | Copas nacionales | Copas nacionales | Copas internacionales | Copas internacionales | Total | Total |
| Club                               | Div.          | Temporada     | Part. | Goles | Part.            | Goles            | Part.                 | Goles                 | Part. | Goles |
| ---------------------------------- | ------------- | ------------- | ----- | ----- | ---------------- | ---------------- | --------------------- | --------------------- | ----- | ----- |
| Barnsley F. C. Inglaterra          | 2.ª           | 2009-10       | 3     | 0     | —                | —                | —                     | —                     | 3     | 0     |
| Barnsley F. C. Inglaterra          | 2.ª           | 2010-11       | 39    | 2     | 2                | 0                | —                     | —                     | 41    | 2     |
| Barnsley F. C. Inglaterra          | Total club    | Total club    | 42    | 2     | 2                | 0                | 0                     | 0                     | 44    | 2     |
| Burnley F. C. Inglaterra           | 2.ª           | 2011-12       | 46    | 3     | 4                | 1                | —                     | —                     | 50    | 4     |
| Burnley F. C. Inglaterra           | 2.ª           | 2012-13       | 45    | 0     | 3                | 0                | —                     | —                     | 48    | 0     |
| Burnley F. C. Inglaterra           | 2.ª           | 2013-14       | 41    | 2     | 5                | 1                | —                     | —                     | 46    | 3     |
| Burnley F. C. Inglaterra           | 1.ª           | 2014-15       | 38    | 0     | 3                | 0                | —                     | —                     | 41    | 0     |
| Burnley F. C. Inglaterra           | Total club    | Total club    | 170   | 5     | 15               | 2                | 0                     | 0                     | 185   | 7     |
| Tottenham Hotspur F. C. Inglaterra | 1.ª           | 2015-16       | 6     | 1     | 3                | 0                | 10                    | 0                     | 19    | 1     |
| Tottenham Hotspur F. C. Inglaterra | 1.ª           | 2016-17       | 12    | 0     | 7                | 0                | 3                     | 0                     | 22    | 0     |
| Tottenham Hotspur F. C. Inglaterra | 1.ª           | 2017-18       | 24    | 0     | 8                | 0                | 3                     | 0                     | 35    | 0     |
| Tottenham Hotspur F. C. Inglaterra | 1.ª           | 2018-19       | 27    | 1     | 3                | 0                | 8                     | 0                     | 38    | 1     |
| Tottenham Hotspur F. C. Inglaterra | Total club    | Total club    | 69    | 2     | 21               | 0                | 24                    | 0                     | 114   | 2     |
| Atlético de Madrid · España        | 1.ª           | 2019-20       | 25    | 0     | 2                | 0                | 6                     | 0                     | 33    | 0     |
| Atlético de Madrid · España        | 1.ª           | 2020-21       | 28    | 0     | 0                | 0                | 7                     | 0                     | 35    | 0     |
| Atlético de Madrid · España        | 1.ª           | 2021-22       | 15    | 0     | 0                | 0                | 3                     | 0                     | 18    | 0     |
| Atlético de Madrid · España        | Total club    | Total club    | 68    | 0     | 2                | 0                | 16                    | 0                     | 86    | 0     |
| Newcastle United F. C. Inglaterra  | 1.ª           | 2021-22       | 6     | 2     | 1                | 0                | ―                     | ―                     | 7     | 2     |
| Newcastle United F. C. Inglaterra  | 1.ª           | 2022-23       | 38    | 1     | 8                | 0                | ―                     | ―                     | 46    | 1     |
| Newcastle United F. C. Inglaterra  | 1.ª           | 2023-24       | 28    | 1     | 5                | 0                | 6                     | 0                     | 39    | 1     |
| Newcastle United F. C. Inglaterra  | 1.ª           | 2024-25       | 25    | 0     | 6                | 0                | ―                     | ―                     | 31    | 0     |
| Newcastle United F. C. Inglaterra  | 1.ª           | 2025-26       | 1     | 0     | 0                | 0                | 0                     | 0                     | 1     | 0     |
| Newcastle United F. C. Inglaterra  | Total club    | Total club    | 98    | 4     | 20               | 0                | 6                     | 0                     | 124   | 4     |
| Total carrera                      | Total carrera | Total carrera | 447   | 13    | 60               | 2                | 46                    | 0                     | 553   | 15    |
| 1. 2.                              |               |               |       |       |                  |                  |                       |                       |       |       |

## Palmarés

### Títulos nacionales
| Título                     | Club                   | País       | Año  |
| -------------------------- | ---------------------- | ---------- | ---- |
| Primera División de España | Atlético de Madrid     | España     | 2021 |
| Copa de la Liga            | Newcastle United F. C. | Inglaterra | 2025 |